# Wally Badarou
Pour les articles homonymes, voir Badarou.
Wally Badarou, né à Paris le 22 mars 1955, est un musicien français d'origine béninoise.

## Biographie
Spécialiste du synthétiseur, proche de Chris Blackwell (le fondateur de Island Records) , il est l'un des membres de Compass Point All Stars, l'équipe maison des Compass Point Studios qui, avec Sly and Robbie, ont façonné les albums de Joe Cocker, Mick Jagger, Grace Jones, Black Uhuru, Gwen Guthrie, Jimmy Cliff, Gregory Isaacs . Il a également enregistré pour Robert Palmer, Herbie Hancock, le groupe "M" (Pop Muzik en 1979), Talking Heads , Tom Tom Club, Foreigner, The Power Station, Melissa Etheridge, Manu Dibango, Miriam Makeba. Il a produit des disques de Fela Kuti , Salif Keita, Wasis Diop, Trilok Gurtu, Carlinhos Brown et Marianne Faithfull , ce dernier avec Barry Reynolds. Il a largement coproduit et coécrit avec le groupe Level 42 dont il est considéré comme le « 5e membre non officiel ». Il a composé pour le cinéma, Countryman de Dickie Jobson, et une partie du Baiser de la femme araignée d'Hector Babenco notamment.
Sa contribution à la chanson française s'avère plus sporadique : Alain Chamfort (avec Serge Gainsbourg), CharlÉlie Couture et Lizzy Mercier Descloux.
Il forme avec Daniel Bangalter le duo DVWB.
En 1989, il était le directeur musical et compositeur de la parade du Bicentenaire de la Révolution de Jean-Paul Goude .
Son instrumental The Dachstein Angels, inclus sur son album Words of a mountain (1989), a servi de musique au générique de l'émission de Claude Sérillon, Géopolis, sur France 2, au début des années 1990.
En 1991, sur le morceau Daydreaming (album Blue Lines), le groupe Massive Attack a largement samplé le titre Mambo, paru en 1984 sur l'album Echoes.
En 1997, il participe à la naissance des Kora Awards, trophées de la musique africaine, et produit et coécrit l'album So Why, à la demande de la Croix-Rouge internationale, réunissant entre autres Youssou N'Dour et Papa Wemba, un appel aux consciences contre les conflits ethniques en Afrique.
Les années 2000 le sortent enfin du studio pour la scène, celle du théâtre. Une passion nouvelle qu'il tente de concilier avec de nombreuses autres, aviation, cinéma, science-fiction et philosophie notamment.
L'un des pionniers et ardents promoteurs du concept home studio, il est connu pour son usage exhaustif du Sequential Circuits Prophet 5, du New England Digital Synclavier, et de ses consoles de mixage Yamaha qu'au début des années 1990 il pouvait déjà contrôler par la voix.
En novembre 2009, il livre Fisherman, un instrumental afro-funk de 15 minutes qu'il vend directement à partir de son site en utilisant l'outil Jukesticker. Fisherman se veut le premier extrait d'une trilogie écrite sur de nombreuses années, publiée « œuvre par œuvre » avant une parution sous forme physique : « Vous recevrez enfin la musique qui m'aura hanté l'esprit toutes ces années durant. L'intégralité de cette Unnamed Trilogy sera disponible en coffret collector, à l'issue de la parution des trois albums ».
En 2012, il est élu au conseil d'administration de la SACEM.
En 2014, avec un aréopage de célébrités du monde de la musique, il fonde l'Académie de la Musique Africaine (AMA).

## Discographie (liste non exhaustive)

### Solo
- 1980 Back to scales to-night
- 1984 Echoes
- 1989 Words of a mountain
- 1997 So Why
- 2001 Colors of silence : Musical poetry for yoga
- 2009 The Unnamed Trilogy

### Musiques de film
- 1981 Dickie Jobson Countryman
- 1982 Nathalie Delon & Yves Deschamps They called it an accident (Ils appellent ça un accident)
- 1985 Hector Babenco Kiss Of The SpiderWoman (musique additionnelle)
- 1991 Loll Cream The Lunatic
- 1997 Idrissa Ouedraogo Kini & Adams
- 1997 Don Letts & Rick Elgood DanceHall Queen
- 1999 Chris Browne Third World Cop
- 2000 John Berry Boesman et Lena (Boesman & Lena)
- 2024 Mati Diop Dahomey (coauteur)

### Producteur et coproducteur
- 1979 Janic Prévost J'veux d'la Tendresse
- 1981 Alain Chamfort Amour Année Zéro
- 1983 Marianne Faithfull A Child's Adventure (coauteur)
- 1985 Level 42 World Machine (coauteur)
- 1986 Alain Chamfort Tendres Fièvres (coauteur)
- 1986 Fela Ransome Kuti Teacher Don't Teach Me NonSense
- 1987 Level 42 Running In The Family (coauteur)
- 1988 Level 42 Staring At The Sun (coauteur)
- 1990 Level 42 Guaranteed (coauteur)
- 1993 Level 42 Forever Now (coauteur)
- 1995 Salif Keita Folon
- 1996 Carlinhos Brown AlfaGamaBetizado
- 1998 Yannick Noah & Zam Zam Zam Zam
- 1998 Wasis Diop Toxu
- 2000 Trilok Gurtu The Beat Of Love (coauteur)
- 2001 i Muvrini Umani

### Musicien
- 1979 M New York, London, Paris, Munich (Pop Muzik)
- 1979 Myriam Makeba Comme Une Symphonie d'Amour
- 1980 Bernie Lyon Bernie Lyon
- 1980 Grace Jones Warm Leatherette
- 1980 M The Official Secrets Act
- 1980 Lizzy Mercier Descloux Mambo Nassau
- 1980 Level 42 The Early Tapes
- 1981 Level 42 Level 42
- 1981 Grace Jones Nightclubbing
- 1981 Bernie Lyon I'm Living In The Sunshine
- 1981 The Gibson Brothers Quartier Latin
- 1981 Barry Reynolds I Scare Myself
- 1981 Jimmy Cliff Give The People What They Want
- 1981 CharlÉlie Couture Pochette surprise
- 1982 Joe Cocker Sheffield Steel
- 1982 Black Uhuru Chill Out
- 1982 Gregory Isaacs Night Nurse
- 1982 Grace Jones Living My Life
- 1982 Gwen Guthrie Gwen Guthrie
- 1982 Robin Scott & Shikisha Jive Shikisha !
- 1982 Level 42 The Pursuit Of Accidents
- 1983 Level 42 Standing In The Light
- 1983 Talking Heads Speaking in Tongues
- 1983 Tom Tom Club Close To The Bone
- 1983 Black Uhuru Anthem (Version Remix)
- 1983 Black Uhuru The Dub Factor
- 1984 Level 42 True Colours
- 1984 Foreigner Agent Provocateur
- 1985 Mick Jagger She's The Boss
- 1985 The Power Station Some Like It Hot
- 1985 Gwen Guthrie Just For You
- 1985 Sly & Robbie Language Barrier
- 1985 Robert Palmer Riptide
- 1985 Level 42 World Machine
- 1985 Julio Iglesias Libra
- 1987 Level 42 Running in the Family
- 1988 Manu Dibango Electric Africa
- 1988 Melissa Etheridge Melissa Etheridge
- 1988 Talking Heads Naked
- 1994 The Power Station Living In Fear
- 2008 Grace Jones Hurricane
- 2009 Phil Gould Watertight

#### Bases de données et dictionnaires
- Site officiel
- Ressources relatives à la musique :   - AllMusic
  - Discogs
  - MusicBrainz
  - Muziekweb
  - Rate Your Music
  - Songkick
- Ressources relatives à l'audiovisuel :   - Africultures
  - IMDb
- Notices d'autorité :   - VIAF
  - ISNI
  - BnF (données)
  - IdRef
  - LCCN
  - GND
  - Israël
  - NUKAT
  - WorldCat